# Billesdon
Billesdon – wieś w Anglii, w hrabstwie Leicestershire, w dystrykcie Harborough. Leży 14 km na wschód od miasta Leicester i 136 km na północny zachód od Londynu. Miejscowość liczy 745 mieszkańców.